# أيل أسمر أوروبي
الأيّل الأسمر الأوروبيّ أو الأيّل الآدَم أو الأيّل الأسمر (الاسم العلمي: Dama dama) حيوان مجتر من فصيلة الأيليات. يسمّى الذكر بالظبي بينما تسمى الأنثى شاة والصغير خشف، يبلغ طول الذكور ما بين 140 و 160 سنتيمترا وارتفاعها بين 90 و 100 سنتيمتر وتزن من 60 إلى 85 كيلوغراما، بينما يبلغ طول الإناث بين 130 و 150 سنتيمترا وارتفاعها بين 75 و 85 سنتيمترا وتزن من 30 إلى 50 كيلوغرام. تولد الأخشاف في الربيع بطول يبلغ 30 سنتيمترا وتزن قرابة 4.5 كيلوغرام، ويبلغ أمد حياة الأيل الأسمر حوالي 12 سنة.

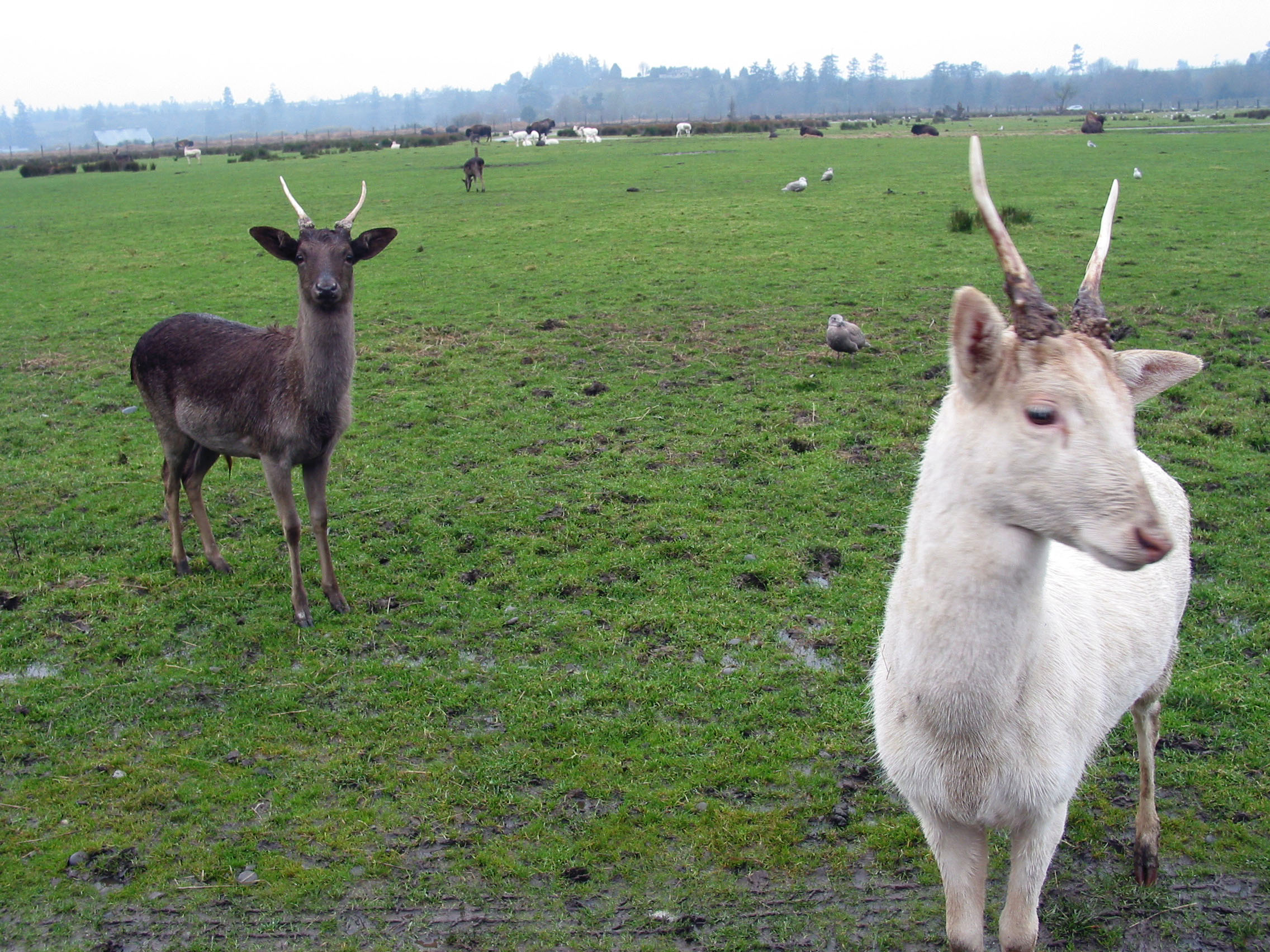
النمط الأمهق والقاتم

تختلف أنماط الألوان في هذا النوع بشكل كبير، حيث يظهر أربعة أشكال رئيسيّة منها: «المألوف»، «الداكن»، «القاتم»، و«الأمهق»، لهذا السبب تُعد تسمية غزال البور هي الأفضل والأقصر بين كل التسميات. يمتلك الأيل ذو النمط المألوف معطفا بنيا مرقطا برقط بيضاء ويكون هذا النمط بارزا بشكل كبير في الصيف ومن ثم يدكن في الشتاء، أما الأمهق فهو أبهتها لونا ويكاد يكون أبيض. يكون النمطين المألوف والداكن أدكن من الأمهق بينما يكون القاتم أدكنها جميعا ويكاد يكون أسود حتى (يمكن الخلط بينه وبين أيل السيكا بسهولة). تتكون معظم القطعان من النمط المألوف عادة إلا أنه يمكن العثور معها أيضا على حيوانات من النمط الداكن والقاتم (لا تعيش الأيائل ذوات الأنماط المختلفة بعيدا عن بعضها بل هي تتواجد في نفس القطيع وتتناسل مع بعضها بشكل عادي).
وحدها الذكور تمتلك القرون[ ؟ ] المفلطحة العريضة والشبيهة بالرفش، والأيائل السمراء حيوانات راعية تفضل العيش في الأراضي الحرجية المختلطة والأراضي العشبية المفتوحة. تنتشر الذكور عبر القطيع خلال فترة الدورة النزوية وتقوم الإناث بالتجوال بينها، وتعتبر الأيائل السمراء الأوروبيّة متفرقة إلى درجة معينة خلال هذه الفترة مقارنة بمعظم أيام السنة الأخرى حيث تحاول البقاء مع بعضها في مجموعات يصل عدد أفرادها إلى 150 رأسا.
للأيل الأسمر الأوروبي قريب وثيق الصلة به هو الأيل الأسمر الفارسي، الذي يعدّه بعض العلماء مجرّد سلالة له حيث يُجمع الاثنان تحت اسم واحد هو «الأيل الأسمر»، بينما يرى أخرون أن الفارسي يُعتبر نوعا مستقلاً بذاته بما أنه يحمل خصائص مختلفة بعض الشيء عن الأيل الأسمر الأوروبي، فالأخير أصغر حجما وقرونه أطول وأكثر تفلطحا، بينما الأول أكبر قدّا ذو قرون أصغر وأقل تفلطحا.
يُربى الأيل الأسمر حاليّا، كغيره من أنواع الأيائل الأوروبية، في العديد من مزارع الطرائد والأراضي الخاصة في أوروبة، والكثير من الدول التي استوطنها أو استعمرها الأوروبيون مثل الولايات المتحدة، الأوروغواي، أستراليا، نيوزيلندا، الأرجنتين، وغيرها، كطريدة للصيد حيث يختص الكثير منها بتربية أفراد منه تحمل خصائص معينة مثل الضخامة، حجم القرون، واللون في بعض الأحيان، مما يجعلها جديرة بأن يُحتفظ بها كتذكار صيد. وبالمقابل، فقد اختفت هذه الحيوانات من الكثير من المناطق والدول التي كانت تستوطنها بسبب الصيد بالدرجة الأولى، وتدمير المسكن بالدرجة الثانية، وقد تمّ إعادة إدخالها إلى البعض منها بينما لا يزال إدخالها إلى البعض الأخر قيد التنفيذ.

## أسماء النوع
تشتق الكثير من الأسماء الأوروبيّة للأيل الأسمر (مثل الألماني: Damhirsch، الفرنسي: daim، الهولندي: Damhert، والإيطالي: daino) من الاسم اللاتيني «دامّا» (باللاتينية: damma) الذي يُستخدم أيضا لتسمية اليحمور، الغزلان، والظباء، وفي اللغة العربية يسمى الأيل الأسمر أيضا «بأيل آدم» و«الأريل» كما يسمونه في دمشق كما ويعرف في بعض الأحيان باسمه العبري יחמור «يحمور» المشتق من الكلمة الآرامية 'חמרא' «حمرا» بمعنى الأحمر أو الأسمر. وتجدر الإشارة أن اليحمور في العربية هو أيضا اسم لنوع أخر أصغر حجما من الأيائل.

## انتشار النوع وتاريخه
استوطن الأيل الأسمر معظم أوروبة خلال العصر الجليدي الأخير، وفي العصر الحالي (الهولوسين) اقتصر وجوده على أوروبة الجنوبية، الشرق الأوسط وحوض البحر المتوسط بما فيه شمال إفريقيا على الأرجح حيث جاور قريبه الوثيق الصلة به في آسيا الغربية الأيل الأسمر الفارسي (الذي يصنفه البعض على أنه سلالة للأيل الأسمر ويشكل مع النوع الأوروبي نوعاً واحدة) الأكبر حجما، بالإضافة إلى الحبشة كما يعتقد البعض. كانت الأيائل السمراء مصدرا مهما للحوم في الشرق بالنسبة للحضارة الكنعانية والحضارات التي سبقتها (مثل الحضارات التي نشأت منذ 17000-10000 ق.م) كما تظهر الحفريات في شمال فلسطين حيث وجد العديد من عظام الأيائل السمراء الأوروبية. وقد أظهرت المزيد من أعمال الحفر أن أعداد هذه الأيائل تناقصت منذ 10000-8500 سنة ق.م ولعل السبب عائد إلى ازدياد جفاف المنطقة واختفاء بعض المناطق الحرجيّة.
انتشر الأيل الأسمر في أوروبة الوسطى عن طريق الرومان[ ؟ ]، وكان يعتقد حتى مؤخرا أن النورمان هم من أدخلوا النوع إلى بريطانيا وإيرلندا[ ؟ ] لغرض الصيد في الغابات الملكية، إلا أن الاكتشافات الأخيرة في قصر فيشبورن الروماني أظهرت أن الأيل الأسمر أدخل إلى جنوبي إنكلترا في القرن الأول الميلادي أي خلال فترة حكم الرومان. ولا يعرف إن كانت الأيائل السمراء قد هربت من الأسر وكونت جماعات وحشيّة في الريف البريطاني، أو ماتت جميعها ومن ثم أعاد النورمان إدخالها.

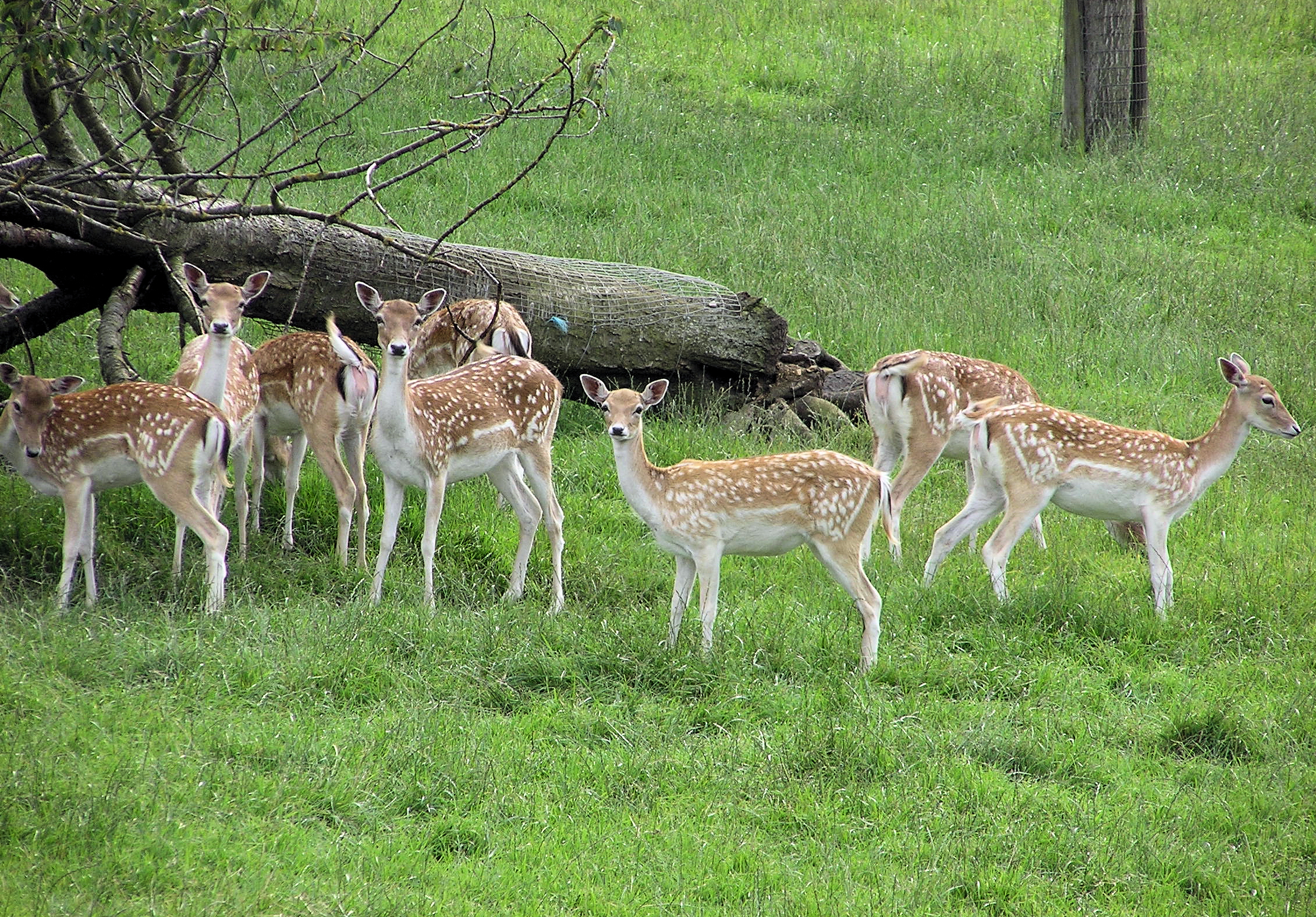
قطيع من الأيائل السمراء الأوروبية في منتزه وادي آفون الريفي في بريستول، إنكلترا

يسهل تدجين الأيل الأسمر الأوروبيّ وغالبا ما يحتفظ به اليوم في قطعان شبه مستأنسة في المنتزهات، وقد تم إدخال هذه الأيائل إلى 38 دولة بما فيها الولايات المتحدة، جزر ليوارد التابعة لجزر الأنتيل الصغرى، أستراليا، نيوزيلندا، جنوب إفريقيا، وفيجي. وكان ازدياد أعداد الأيائل السمراء في بعض المناطق في وسط جورجيا، بسبب غياب مفترساتها الطبيعيّة، قد أدى إلى تضرر غرسات الأشجار الصغيرة بشكل كبير.
ومن القطعان المميزة للأيل الأسمر الأوروبي القطيع الموجود في محافظة أوتنبي في السويد، ففي أواسط القرن السابع عشر قام الملك كارل غوستاف العاشر ببناء حائط حجري يمتد لأربعة كيلومترات لإيواء قطيعه الملكيّ ولا يزال هذا القطيع موجودا حتى الآن.
الأيائل السمراء الأوروبية حيوانات متأقلمة بشكل كبير، فهي تتواجد في أنواع مختلفة من المساكن ذات المناخات المتنوعة التي تتراوح من البارد الرطب إلى الدافئ الجاف. تفضّل هذه الحيوانات عادة المسكن ذي النمط النباتي المتنوع، فهي غالبا ما توجد في الغابات النفضيّة القديمة أو تلك العريضة الأوراق، ذات الأشجار المتباعدة عن بعضها والمتقطعة بمسحات من الأعشاب. كما ويُمكن إيجاد هذه الأيائل في الغابات المختلطة، المناطق شبه الجبليّة، الأراضي العشبيّة، الأحراج، المناطق الجبلية المنخفضة، أراضي الأشجار القمئيّة، والسفانا.

## الوصف والعادات

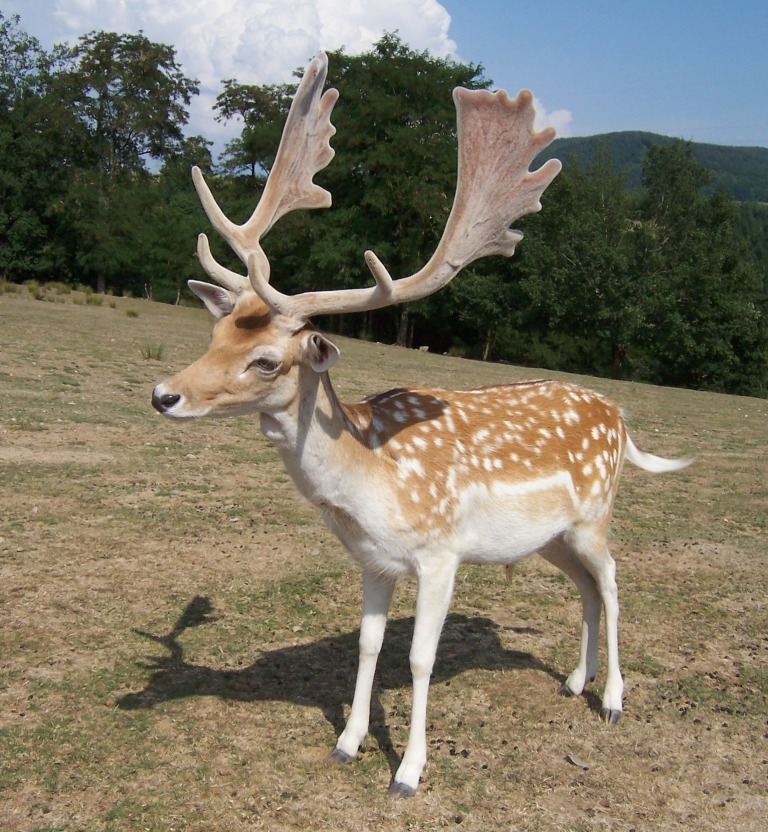
ذكر الأيل الأسمر الأوروبي في المرحلة الأخيرة من نمو المخمل على قرونه

يتراوح وزن الذكور البرية من هذا النوع بين 46 إلى 80 كيلوغرام، ويصل معدله إلى 67 كغم، أما الأنثى البالغة فيتراوح وزنها بين 30 إلى 50 كيلوغراما، ويصل معدله إلى 44 كيلوغراما. يصل طول الأيل الأسمر بما فيه الرأس والجسد إلى ما بين 1.3 و 1.75 مترا، بينما يبلغ طول الذيل ما بين 15 إلى 23 سنتيمترا، ويبلغ معدل ارتفاع الذكر عند الكتفين بين 0.9 ومتر واحد وتكون الأنثى أصغر قدّا بقليل. تكون القوائم الأمامية للأيل الأسمر الأوروبي أقصر بقليل من القوائم الخلفيّة، كما وتظهر تفاحة آدم بشكل بارز لدى الذكور.
تتميّز هذه الأيائل عن غيرها بواسطة قرونها المتشعبة الكفيّة الشكل والتي تتواجد فقط عند الذكور، والتي يبلغ طولها بين 50 و 70 سنتيمترا. تسقط قرون الذكور سنويّا خلال شهر إبريل، ومن ثم يُعاد نموّها بشكل كامل وتتقشّر عنها طبقة المخمل تماما بحلول أغسطس، وينمو للذكور فرعا إضافيّا كل سنة إلى أن تصل لسن 5 أو 6 سنوات. تكون الإناث غالبا جمّاء (عديمة القرون).

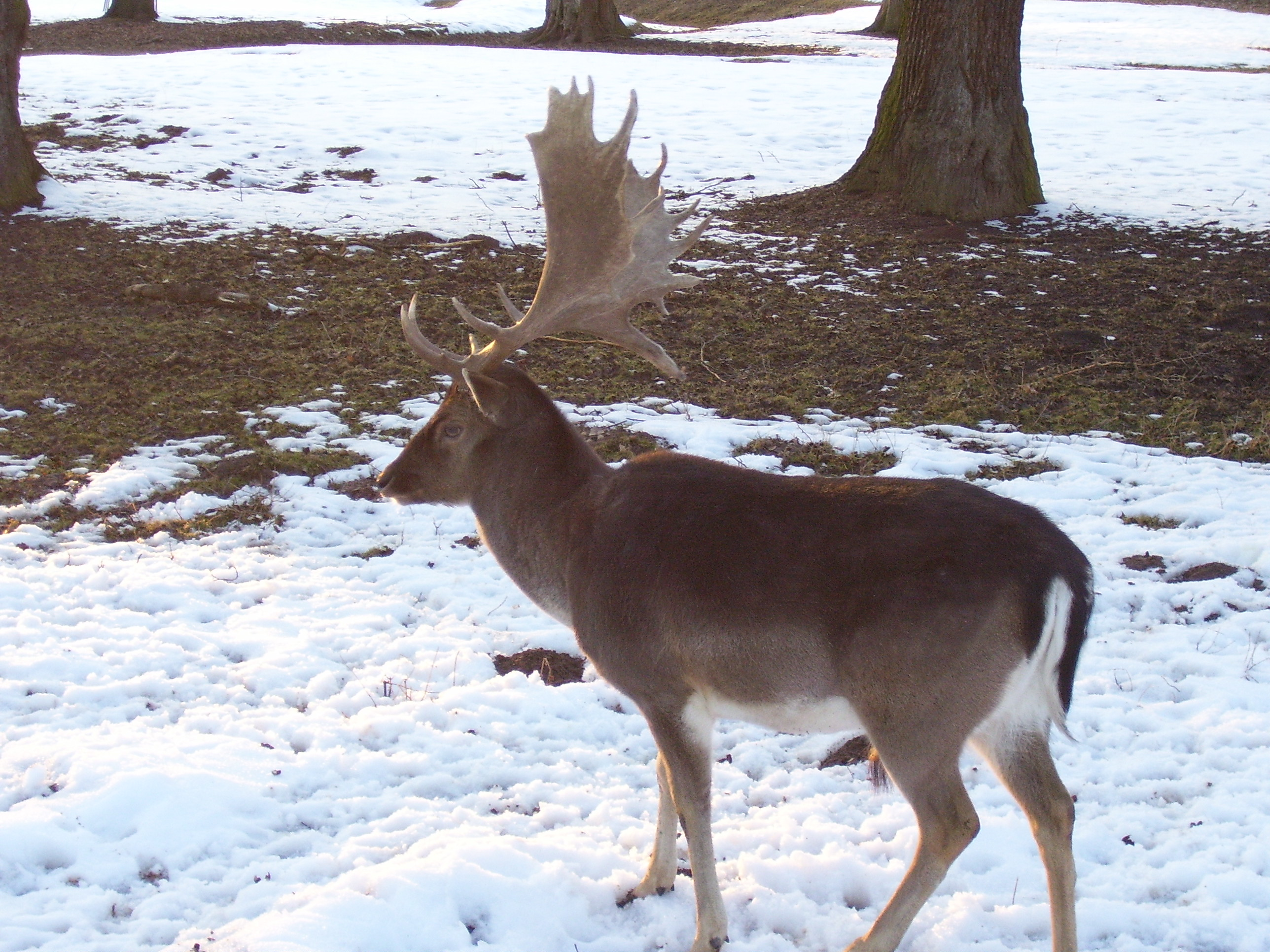
ذكر أيل أسمر أوروبي في كسوته الشتويّة الداكنة التي لا تُظهر أي رقط على الإطلاق

للأيل الأسمر أوسع تشكيلة أنماط لونيّة بين جميع أنواع الأيائل؛ فهي يمكن أن تتواجد باللون المألوف (أسمر مرقط برقط بيضاء)، الأمهق، الداكن، والقاتم. تكون فروة هذه الحيوانات أقتم لونا وأكثر سماكة على الظهر، وأكثر بهتانا على القسم الأمامي من الجسد بما فيه الصدر[ ؟ ] والقسم السفلي من القوائم. تمتلك هذه الأيائل معطفا صيفيّا ناعم الملمس خفيف السماكة، يتراوح لونه من الأسمر إلى البني الباهت، يتحوّل في الشتاء إلى معطف سميك خشن ذو لون بني قاتم، وبالتالي فإن البقع البيضاء لهذه الحيوانات تكون أكثر وضوحا خلال الشتاء كما كفلها، إلا أن وضوح هذه البقع يظهر بشكل بارز على الظهر وبشكل أقل على العنق ولا يظهر أبدا على الرأس أو القوائم، وبالتالي يمكن القول أنه كلما كان المعطف داكنا كلما كانت البقع أقل وضوحا. يمتلك الأيل الأسمر أيضا خطا أسود يمتد على طول ظهره من مؤخر العنق وصولا إلى أخر الذيل.

### السلوك
تعيش ذكور الأيل الأسمر الأوروبي بشكل انفرادي غالبا، إلا أنه عند نهاية أشهر الصيف قد تقوم بتكوين قطعان عازبة صغيرة يبلغ عدد أفرادها أقل من 6 وتبدأ بالانضمام إلى قطعان الإناث خلال أوائل الخريف أي عند بداية موسم التزاوج. وعند نهاية ذلك الموسم تعود الذكور للتجمع من جديد في قطعان أصغر حجما بينما تقوم الإناث وأخشافها كما الصغار التي بلغت عامها الأول بالتجمّع في قطعان أكبر يصل عدد أفرادها إلى ما بين 7 و 14 رأسا، أما أصغر قطعان الإناث فتتكون خلال موسم الإنجاب عندما تغادر العديد منها القطيع كي تنجب في مكان منعزل.
تنشط هذه الأيائل خلال الليل بشكل رئيسيّ، وتُظهر نشاطا كبيرا خلال فترتيّ الفجر والغسق. تعتبر هذه الحيوانات خجولة، وهي لا تخرج من الغابات إلا فيما ندر، وهي إجمالا أكثر يقظة وحذرا في المناطق المفتوحة أو عندما تكون في مجموعات صغيرة، كما وتكون الإناث أكثر حذرا من الذكور وخصوصا بحضور أخشافها. تُمضي الأيائل السمراء معظم وقتها وهي تقتات، تتنقل، أو ترتاح؛ بالنظر إلى نوعيّة غذائها ووضعها الصحي والتناسلي (ما إذا كانت في موسم التزاوج الذي يتطلب الكثير من التنقل بالنسبة للذكور، أو إذا كانت حاملا أو مرضعة بالنسبة للإناث مما يرغمها على الاقتيات أكثر). تستطيع الأيائل السمراء الأوروبية أن ترفع قوائمها أكثر من باقي أنواع الأيائل عندما تعدو، وهي تقفز عبر دفع نفسها بقوائمها الأربع، وتبقي ذيلها منتصبا عندما تهرب من خطر ما.

### التناسل

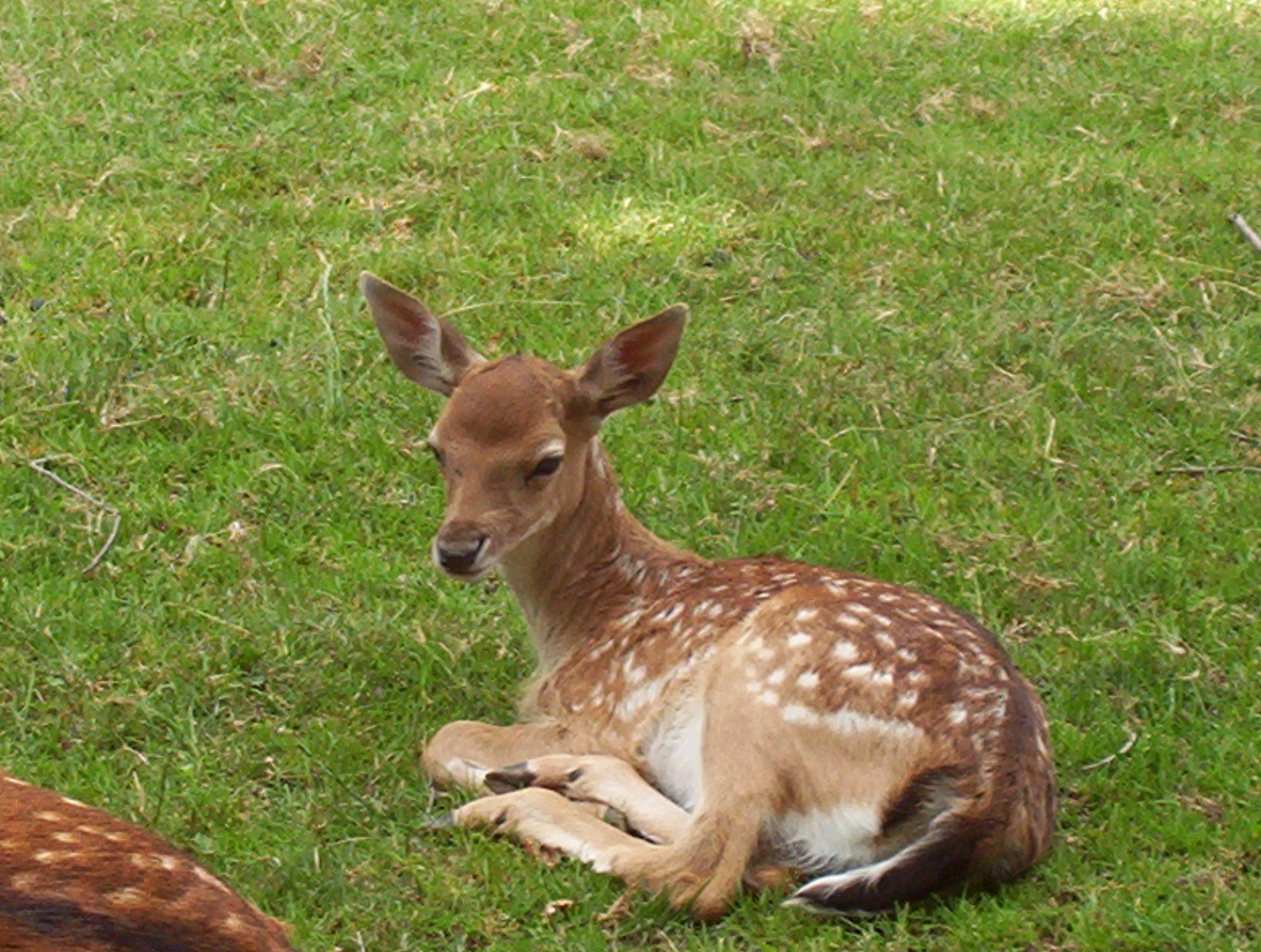
خشف الأيل الأسمر الأوروبي

تمضي الذكور معظم وقتها خلال موسم التزاوج وهي تحاول الحفاظ على حوز صغير خاص بها، وهي تقوم بذلك عبر خدش الأرض بقوائمها ومن ثم التبرّز أو التبوّل عليها لتعليمها برائحتها، أو عبر تمزيق النباتات المنخفضة بقرونها وحملها أثناء تنقلها، وأيضا عبر الزمجرة. قد تقوم الإناث من هذا النوع بالسيطرة على حوز خاص بها أيضا عند بداية موسم التزاوج، بما أن هذه الأيائل متعددة التزاوج، أي أن كلا من الذكر والأنثى يتزاوج مع عدد من الشركاء. قد تتوقف الذكور عن الاقتيات خلال هذا الموسم لانشغالها بمطاردة الإناث والدفاع عن منطقتها، وتبقى معظم الذكور الخاضعة الغير قادرة على إنشاء منطقة خاصة بها على أطراف القطيع، ويتم طردها من قبل الذكر المسيطر بحال دخلت منطقته أو اقتربت كثيرا.
تتقاتل الذكور مع بعضها بشكل عنيف خلال هذا الموسم، إلا أن الإصابات غالبا ما تكون نادرة، إذ أن القتال يتمحور حول بعض الدفع بقرونها فقط. وعند التزاوج يقوم الذكر بشم أعضاء الأنثى التناسليّة ويتذوّق بولها ليحدد ما إذا كانت متقبلة أم لا، وغالبا ما تجعل الأخيرة الذكر يلاحقها لفترة معينة قبل أن يحصل التزاوج.
تمتد فترة موسم التزاوج عند الأيل الأسمر الأوروبي لحوالي 135 يوما، بين أشهر سبتمبر ويناير عادة، في قسم الكرة الشمالي، وتصل نسبة الخصوبة إلى أعلى مستوى لها في أواخر شهر أكتوبر. تصبح الذكور قادرة على التناسل عندما تصل لسن 17 شهرا، إلا أنها لا تتناسل إلا عندما تصل لسن 4 سنين إلا إن كانت جزءا من جمهرة تعاني من ضغط الصيد، أما الأنثى فغالبا ما تحمل لأول مرّة عندما تبلغ حوالي 16 شهرا. تلد الأنثى خشفا واحدا في العادة بعد فترة حمل تمتد لما بين 33 و 35 أسبوعا، وتولد معظم الصغار في أوائل شهر يونيو في القسم الشمالي من الكرة الأرضية[ ؟ ]. يتراوح وزن الخشف عند الولادة ما بين 2 إلى 4 كغم، وتصل الإناث إلى حجمها الكامل ما بين سن 4 و 6 سنوات بينما تصل الذكور إلى أقصى حجم لها ما بين سن 5 و 9 سنوات.
تصبح الإناث انعزاليّة عندما يقترب موعد ولادتها، وتبدأ بالبحث عن مكان آمن لوضع صغيرها، وهي غالبا ما تلد في الفترة التي تكون فيها أقل نشاطا في النهار. يرتبط الخشف بوالدته فورا عند الولادة وذلك حينما تبدأ بلعقه لتنظيفه، وهي لا تعود لتنضم إلى القطيع فورا بل تقوم بتخبئته لفترة معينة في الآجام الكثيفة وتعود إليه في فترات متقطعة من النهار لتقوم بإرضاعه (كل 4 ساعات للأشهر الأربعة الأولى). يصبح الخشف قادرا على اجترار طعامه عندما يبلغ حوالي أسبوعين أو 3 من العمر، وتبدأ الأم بفطم صغيرها عندما يبلغ 20 يوما إلا أنه لا يتوقف عن الرضاعة كليّا إلى أن يبلغ 7 أشهر، وبعد حوالي 3 إلى 4 أسابيع تعود الأنثى وصغيرها لتنضم للقطيع المكون من الإناث الأخرى وأخشافها، وبعد مرور حوالي السنة تصبح الصغار مستقلة تماما عن أمهاتها. يمتد أمد حياة الأيل الأسمر الأوروبي لما بين 20 و 25 عاما.

### التواصل

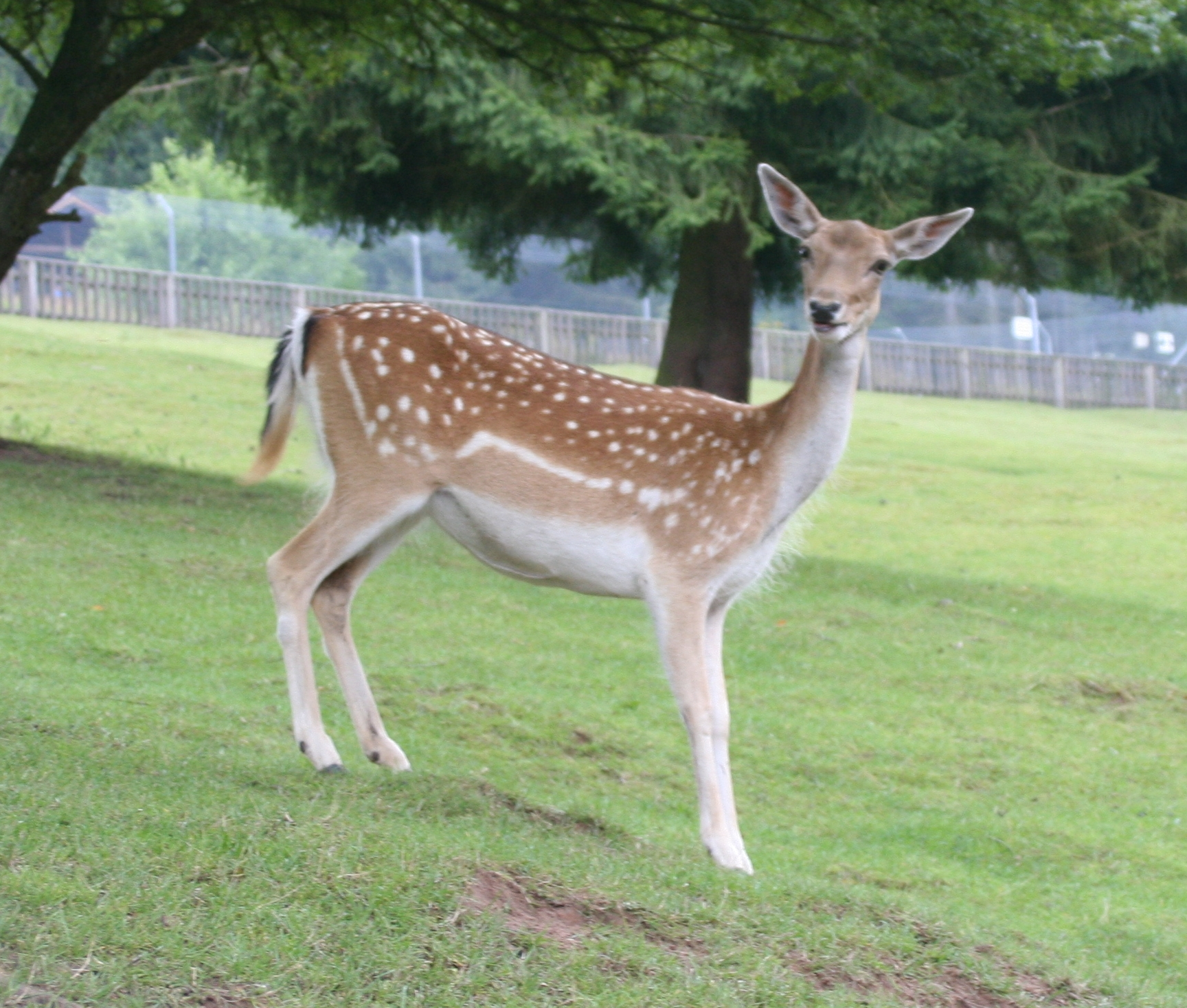
أنثى أيل أسمر أوروبي في حالة تيقظ

للأيائل السمراء حواس حادة جدا؛ وهي تتواصل مع بعضها بالعديد من الطرق، مثل لغة الجسد، تعليم منطقتها بالراوائح، وإصدار الأصوات. يمتلك الأيل الأسمر الأوروبي ستة أنماط من الأصوات هي: النباح، الذي يُعد نداء للإنذار من الضواري، تُصدره الإناث؛ الثغاء، الذي تُصدره الأنثى أو عندما تتواصل مع صغيرها؛ المواء، يُصدره الأيل عندما يُظهر خضوعه لأيل أخر؛ الاستجداء، الذي يُصدره الخشف عندما يستنجد أو عندما يتواصل مع أمه؛ الصيئ، يُصدره الخشف الذي بلغ من العمر أكثر من يومين؛ والزمجرة التي تُصدرها الذكور أثناء موسم التزاوج. يُعد مظهر التيقظ الشكل الجسدي الأكثر شيوعا الذي يتواصل به أعضاء من هذه الفصيلة عندما يشعرون بخطر ما، حيث ينتصب الأيل بقامته ويرفع رأسه عاليا ويقف ساكنا. قد تلجأ هذه الحيوانات أيضا إلى بعض أشكال اللمس، المشي، وضع الذيل والرأس، كي تتواصل مع بعضها، وعندما تستجيب الأيائل السمراء لمصدر خطر أو إزعاج فإنها قد تمشي مبتعدة أو تهرول، تخبّ، تعدو، أو تقفز.

### الحمية
تقتات هذه الحيوانات على مجموعة واسعة من النباتات، وهي تضم غالبا الأعشاب، ثمر البلوط، وحشائش المراعي. وفي أحيان أخرى تضم حميتها أنواعا أخرى من الحشائش وأيضا الشجيرات الصغيرة، أوراق الأشجار، البصلات، البراعم، واللحاء، وتُأقلم هذه الحيوانات حميتها وفقا لمدى توافرها وللموسم في ذاك الوقت من السنة. تقتات الأيائل السمراء عند الفجر والغسق بشكل رئيسي، لكنها قد ترعى أيضا خلال فترات متفرقة من النهار.